# Marc Guerrero i Tarragó
Marc Guerrero i Tarragó (Barcelona, 30 de juny de 1972) és un empresari català, amant dels esports extrems i maratonià.
Fou Vice-president del Partit de l'Aliança dels Liberals i Demòcrates per Europa de l'any 2009 a l'any 2015, sent el primer català en ser membre electe de la direcció del partit liberal demòcrata europeu. Fou reelegit en el càrrec als congressos de Palermo, Itàlia (2011) i de Londres, Regne Unit (2013).
Formà part del grup impulsor de la Crida Nacional per la República. i feu la presentació de la ponència política en el seu congrés constituent.
President de l'empresa de consultoria estratègica internacional Ginteco World Wide.
President del Club empresarial privat, Cercle de les Llibertats.